# Křesťanské sbory
Křesťanské sbory je název jednoho z hnutí v rámci evangelikálního proudu křesťanství. Je volným sdružením autonomních sborů (místních církví), které nemá centrální vedení. Někdy je též celé hnutí označováno za samostatnou církev.

## Historie
Křesťanské sbory navazují na probuzenecké hnutí z 18. a 19. století, zejména tzv. „plymouthských bratří“ působících před rokem 1830 v Dublinu, Bristolu, Plymouthu ve Spojeném království a „bratrského hnutí“ (Die Brüderbewegung) v polovině 19. století v Německu. Roku 1848 se ve Spojeném království podle přístupu k věřícím ostatních církví hnutí diferencovalo na dvě skupiny, „otevření bratří“ a „uzavření bratři“ (darbysté).

## Působení v České republice

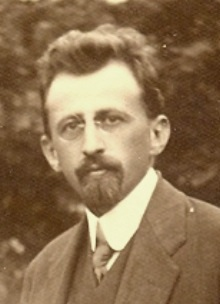
František Jan Křesina

V době Rakousko-uherské monarchie působili na území dnešní ČR jako bratrští misionáři, například Dr. F. W. Baedeker, E. H. Broadbent a F. Butcher z Anglie, J. Warns z Německa a F. Widmer ze Švýcarska. Z domácích pracovníků pak F. J. Křesina a J. Mrózek, absolventi Alianční biblické školy v Berlíně. Škola, založená mimo jiné i osobnostmi „bratrského hnutí“ Dr. F. W. Baedekerem a generálem G. von Viebahn a vedena učiteli z řad „otevřených bratří“ Ch. Köhlerem a J. Warnsem, vychovávala misijní pracovníky především pro Rusko a východní Evropu. Dalšími spoluzakladateli bratrského hnutí v Česku byli kolportéři biblí Britské biblické společnosti jako například K. Helmich, M. Sadloň, R. Meitner. Vznik prvních sborů tohoto hnutí na území dnešní ČR spadá do roku 1909. Je spojen s misijním působením „otevřených bratří“.
V meziválečném období užívaly bratrské sbory názvu „Sbory věřících v Krista“, obecně známé byly také pod názvem "darbysté". Ve Třetí říši byla existence bratrských sborů možná toliko ve svazu BFC (Bund freikirchlicher Christen) s baptisty a metodisty, také v Protektorátě Čechy a Morava byl na ně vyvíjen tlak, aby vstoupily do svazu s Chelčického jednotou.
Po válce se „Křesťanské sbory“ těšily z nezávislosti jen do vydání nového církevního zákona v roce 1949, který nepočítal s církvemi bez struktur a členských záznamů a s duchovními bez státního zaměstnaneckého poměru. Po letech života v ilegalitě získaly Křesťanské sbory na návrh Státního úřadu pro věci církevní, jež v říjnu 1955 schválil ÚV KSČ, v únoru roku 1956 souhlas státu ke své činnosti. Zachovaly si však určitá specifika svého vnitřního života, jež ke své činnosti potřebovaly. Od roku 1957, kdy byla schválena jejich první ústava, nesou sbory bratrského hnutí v České republice název „Křesťanské sbory“.
V současné době v Čechách působí kolem dvaceti sborů a na Moravě a ve Slezsku kolem čtyřiceti. Během sčítání lidu 2001 příslušnost ke Křesťanským sborům uvedlo 3910 obyvatel České republiky.

Věková struktura Křesťanských sborů v České republice roku 2011

## Mapa křesťanských sborů "Křesťanských sborů"
| Beroun Bohumín Brno Brno-Líšeň Český Těšín Dolní Dunajovice Frýdek-Místek Havířov Heršpice Hodonín Karlovy Vary Karviná Kolín Liberec Lomnice nad Popelkou Olomouc Opava Ostrava-Kunčičky Ostrava-Poruba Ostrava-Zábřeh Plzeň Prlov Prostějov Pyšely Sázava Šumperk Tišnov Veselí nad Moravou Vizovice Vsetín Zlín Žamberk Křesťanské sbory "Křesťanských sborů" |

## Působení v dalších zemích
Křesťanské sbory v České republice spolupracují s tzv. Bratrským hnutím působícím i jinde.
V jednotlivých zemích nesou samostatné sbory nebo jejich volné svazy různé názvy:
- v Německu „Evangelisch-Freikirchlichen Gemeinden - Brüdergemeinden“ a „Freie Brüder“
- v Polsku „Kościół Wolnych Chrześcijan“
- na Slovensku „Kresťanské zbory“

## Charakteristika, věrouka a činnost
Stoupenci Křesťanských sborů se často prezentují jako křesťané, kteří nejsou vázáni na žádnou konkrétní církev.

### Organizace církve
Vedení sboru se ujímá skupina starších bratří uznaných a potvrzených shromážděním sboru (podle 1.Tim 3,1-7). Jejich spolupracovníci se nazývají diakoni a diakonky (řecky pomocníci).
Koordinaci sborů zajišťují zástupci volení do regionálních a celorepublikových mezisborových rad.
Komunikaci se státní správou zajišťují dva zástupci pověření shromážděním zástupců všech sborů.

### Vztah k Bibli
Podobně jako v ostatních evangelikálních směrech, Křesťanské sbory a jejich teologie vycházejí zejména z určité sestavy krátkých novozákonních citací a jejich doslovného výkladu jako spolehlivých a autoritativních výpovědí. Základní činnost sborů sestává z různých forem biblického čtení a biblických hodin a kroužků. Důležitost Bible je podkládána biblickými citacemi (Sk 2,42, 2.Tim 3,16; 2.Pt 1,20-21).

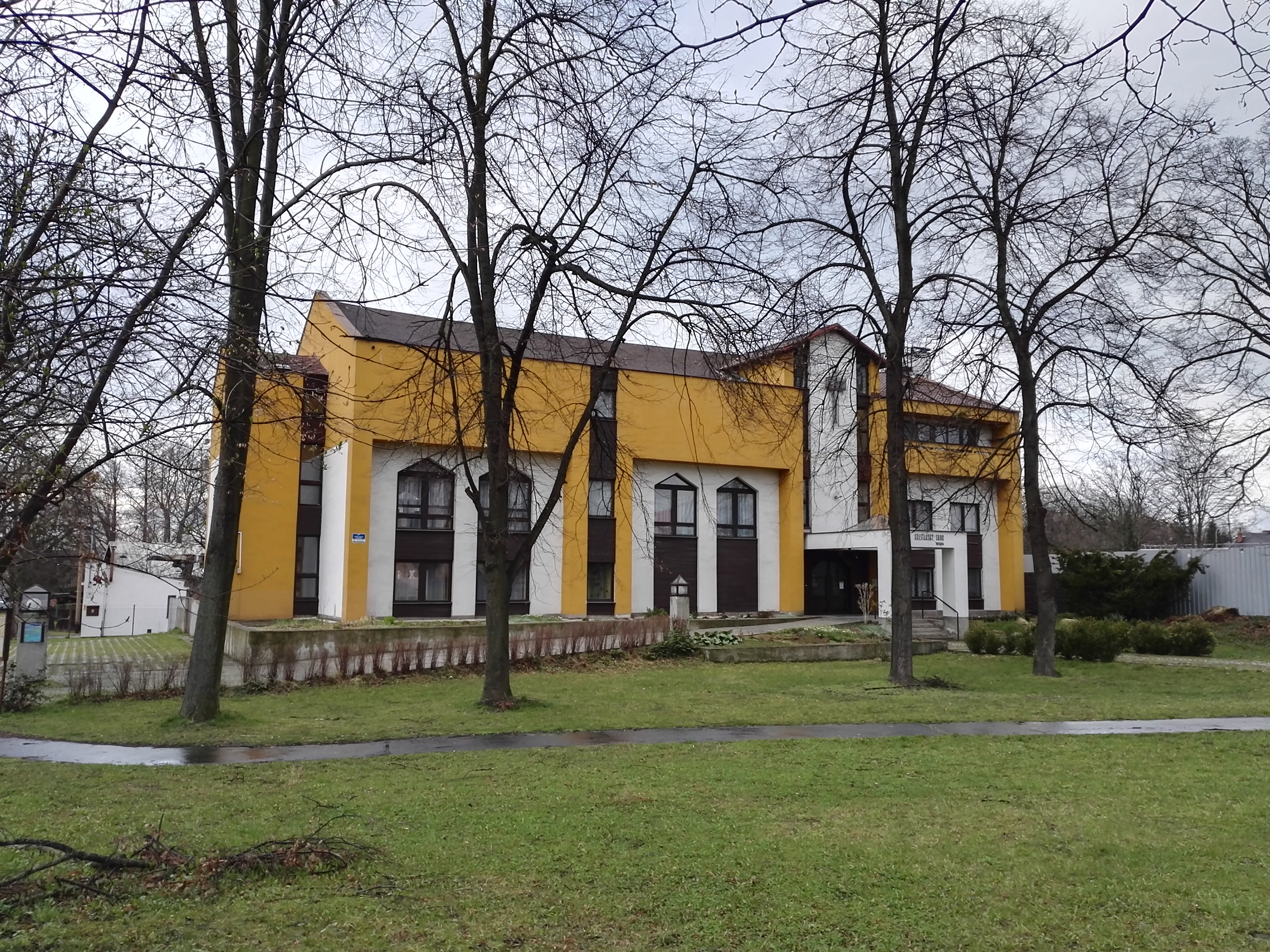
Modlitebna Křesťanského sboru v Ostravě-Kunčičkách

### Památka Páně
Památka Páně (Večeře Páně) je slavena každou neděli. Podle apoštolských spisů Večeře Páně byla vzpomínková slavnost, ustanovená Pánem, při níž věřící velebili Boha Otce i Syna a dobrořečili mu za vykoupení. Činili tak podle Kristových slov na jeho památku (Lk 22,19-20).
Památka Páně je slavnost díkůčinění a chvalořečení. Je při ní vzpomínáno:
- že to byl on, který "naše hříchy na svém těle sám vnesl na dřevo" (1Pt 2,24),
- že to byla jeho krev, která byla "prolita na očištění našich hříchů" (Mt 26, 28),
- a že jsme jí byli ospravedlněni, posvěceni a učiněni blízkými Bohu.

Dle 1K 11,24-26 se jedná o
- vzpomínkovou slavnost (činí se tak "na jeho památku"),
- svědeckou slavnost (neboť "kdykoli byste jedli tento chléb a pili tento kalich, smrt Páně zvěstujete"),
- a slavnost naděje (činí se tak "dokud nepřijde").

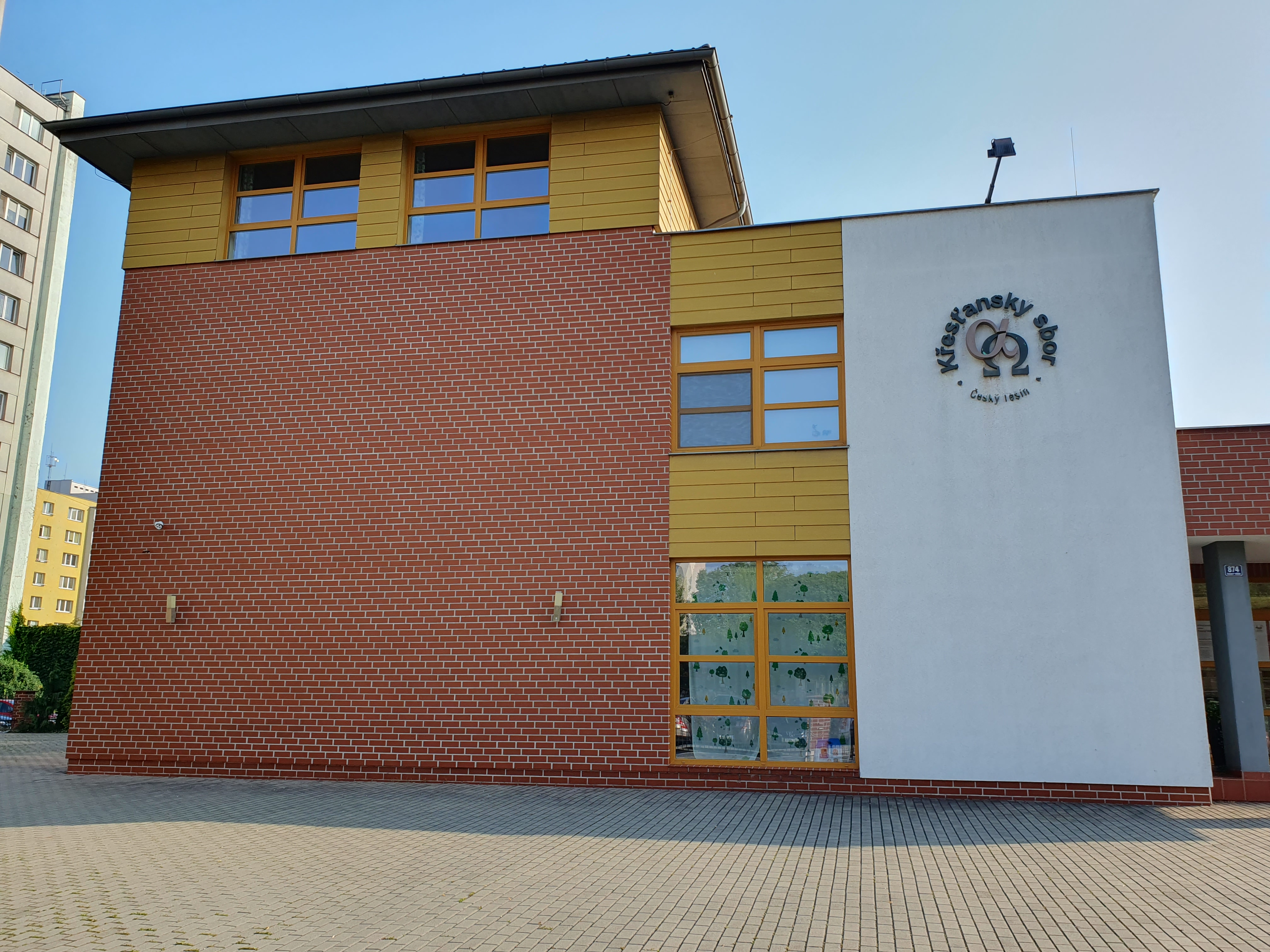
Modlitebna Křesťanského sboru v Českém Těšíně

### Modlitba
Modlitba jako vzývání, děkování a přímluva zahrnuje všechny životní situace a oblasti. Na biblických a modlitebních hodinách, v modlitebních kroužcích a během bohoslužeb věřící děkují za Boží blízkost a modlí se za osobní potřeby, misii i v moci postavené osoby.

### Teologie a poslání církve
Pro věřící je typický velký důraz na několik konkrétních biblických citací, zdůrazňujících nezávislost na církevních strukturách a přímý vztah k Ježíši Kristu.
- „Uvěřit v Ježíše Krista a přijmout jej za svého Zachránce a Pána“ – obvykle je očekáváno zejména vyslovení této konkrétní doslovné formulace v osobní modlitbě.
- „…neboť máte jediného mistra a vy všichni jste bratři.“ (Ježíš Kristus, Matoušovo evangelium 23,8-12)
- „Neboť kde jsou dva nebo tři shromážděni ve jménu mém, tam jsem já uprostřed nich.“ (Ježíš Kristus, Matoušovo evangelium 18,20)
- „…já vystavím svou církev.“ (Ježíš Kristus, Matoušovo evangelium 16,18)

Poslání církve Křesťanské sbory charakterizují a dokládají biblickými citacemi ve třech rovinách:
- společná oslava Boha jako stvořitele a vykupitele světa, jeho vzývání v modlitbě a službě (1.Tes 1,9; Ř 12,1; Ef 3,10.21)
- vzájemná služba projevuje ukazováním si cesty, pastýřskou ochranou, povzbuzováním a napomínáním, jakož i vzájemnou praktickou pomocí (Ř 15,14; Gal 5,13). Věřící pěstují vzájemné vztahy (vzájemné navštěvování, společné dovolené a jiný program atd.).
- k ostatním lidem vydává církev skrze misijní a diakonskou službu svědectví o smrti a zmrtvýchvstání Ježíše Krista jako Božího činu záchrany, který napravuje její vztah k Bohu i lidem (J 3,16). Její misijní a diakonská zodpovědnost je nejen místní, ale i celosvětová (Mt 28,19n).

### Příslušnost k církvi
Pro příslušnost k církvi považují Křesťanské sbory za rozhodující tato kritéria:
- Živý vztah k Ježíši Kristu. Do společenství věřících v církvi jsou Křesťanskými sbory (s poukazem na Sk 2,38-40; 1.Tes 1,9) přijímáni jen ti, kdo „prožili obrácení k Bohu“. Obrácením rozumí osobní přimknutí se k Bohu, vyznání hříchů a přijetí odpuštění, jež Bůh potvrzuje darem Ducha svatého a nového života.

- Křest věřícího (s poukazem na Mt 28,19 „Jděte ke všem národům a získávejte mi učedníky, křtěte je ve jméno Otce i Syna i Ducha svatého.“) chápou jako znamení o přechodu člověka k novému životu s Kristem. Odmítají křest nemluvňat.

- Požádání o přijetí do sboru. Zájemce nejprve požádá starší sboru o rozhovor. Po určité době vzájemného poznávání a účasti zájemce na životě sboru může být veřejně přijat do sboru v rámci bohoslužebného shromáždění, obvykle aktem křtu. Příslušnost ke Křesťanskému sboru vylučuje příslušnost k jinému sboru či náboženské společnosti.

## Osobnosti
- Józef Mrózek
- Jerzy Sabela
- František Jan Křesina
- Jan Zeman
- Jaromír Andrýsek